# Пауль Мюллер (коваль)
Пауль Мюллер (нім. Paul Müller; 29 березня 1888, Золінген — 1971) — німецький коваль-зброяр. 

## Біографія
Мюллер здобув освіту коваля і навчився обробляти дамаську сталь. В 1938 році переміг на конкурсі майстрів під час мистецької виставки в Дюссельдорфі. В тому ж році брав участь в міжнародній виставці в Берліні, де познайомився з численними нацистськими лідерами. В 1939 році став так званим «Імперським майстром-ковалем» і очолив спеціально створену для нього школу дамаської сталі в Дахау, в якій працювали 10 підмайстрів.
Мюллер особисто виготовляв так звані «шпаги на день народження», які Генріх Гіммлер вручав як подарунки на дні народження генералам СС і високопоставленим функціонерам НСДАП. У контракті Мюллера навіть був такий пункт, що Гіммлер мав право відкликати коваля з відпустки, якщо рейхсфюреру терміново знадобилась ще одна шпага. Подарункові шпаги оброблялися сріблом і мали клинок зі справжньої дамаської сталі. На клинку містився позолочена дарчий напис. Наприклад, шпага, подарована Йоахіму фон Ріббентропу в 1939 році, має напис «Meine lieben Joachim von Ribbentrop zum 30.4.39 — H. Himmler, Reichsfuehrer-SS» («Моєму любому Йоахіму фон Ріббентропу, 30.4.39 — Г. Гіммлер, рейхсфюрер СС»), обрамлену зліва і справа свастиками. Адольф Гітлер на свій день народження отримав схожу шаблю з написом «В хороші і погані часи ми завжди залишимося непохитними», що мало підкреслити особисту відданість фюреру всіх членів СС. Останню подарункову шпагу Пауль Мюллер викував в кінці 1944 року.
В 1947 році переїхав у Вупперталь, де очолив кузню.